# Jonas Svensson (tennis)
Pour les articles homonymes, voir Svensson.
Jonas Svensson, né le 21 octobre 1966 à Göteborg, est un ancien joueur suédois de tennis professionnel.
Il a remporté cinq tournois en simple et a atteint la position de 10e joueur mondial au classement ATP.
Il donne des cours de tennis avec un autre ancien joueur de tennis, Tore Meinecke, à Chavannes-de-Bogis. Il est marié et a trois enfants prénommés Felix, Rasmus et Mattias.

## Carrière
Jonas Svensson commence à jouer au tennis très tôt et a déjà le sens de la balle. En 1984, il gagne les championnats de Suède et participe l'année suivante à son premier tournoi ATP. En 1986, il remporte son premier tournoi ATP et continue à jouer un bon tennis en battant Ivan Lendl, Yannick Noah, Anders Järryd, Henri Leconte, Pete Sampras et Jimmy Connors.
Il atteint par deux fois les demi-finales de Roland-Garros : en 1988, il élimine en quart de finale le double tenant du titre Ivan Lendl, mettant ainsi fin à la série de 10 demi-finales consécutives en Grand chelem du Tchécoslovaque, avant de tomber face à Henri Leconte en demi ; en 1990, il prend sa revanche sur le Français en quart de finale avant d'être éliminé par Andre Agassi. Il a également atteint les quarts de finale de l'Open d'Australie 1989 après sa victoire sur Boris Becker en 1/8 de finale.

## Palmarès

### Titres en simple messieurs
| No | Date       | Nom et lieu du tournoi                | Catégorie    | Dotation  | Surface         | Finaliste        | Score                   |          |
| -- | ---------- | ------------------------------------- | ------------ | --------- | --------------- | ---------------- | ----------------------- | -------- |
| 1  | 31-03-1986 | Tournoi de tennis de Cologne, Cologne |              | 100 000 $ | Dur (int.)      | Stefan Eriksson  | 6-7, 6-2, 6-2           |          |
| 2  | 19-10-1987 | CA Tennis Trophy, Vienne              |              | 125 000 $ | Dur (int.)      | Amos Mansdorf    | 1-6, 1-6, 6-2, 6-3, 7-5 |          |
| 3  | 22-02-1988 | Open de Lorraine, Metz                |              | 93 400 $  | Moquette (int.) | Michiel Schapers | 6-2, 6-4                | Parcours |
| 4  | 01-10-1990 | Grand Prix de Toulouse, Toulouse      | World Series | 260 000 $ | Dur (int.)      | Fabrice Santoro  | 7-6, 6-2                |          |
| 5  | 04-03-1991 | Copenhagen Open, Copenhague           | World Series | 125 000 $ | Moquette (int.) | Anders Järryd    | 65-7, 6-2, 6-2          |          |

### Finales en simple messieurs
| No | Date       | Nom et lieu du tournoi                 | Catégorie           | Dotation  | Surface         | Vainqueur              | Score                   |  |
| -- | ---------- | -------------------------------------- | ------------------- | --------- | --------------- | ---------------------- | ----------------------- |  |
| 1  | 08-09-1986 | MercedesCup, Stuttgart                 |                     | 162 500 $ | Terre (ext.)    | Martín Jaite           | 7-5, 6-2                |  |
| 2  | 10-11-1986 | Benson & Hedges Tournament, Wembley    | Grand Prix          | 300 000 $ | Moquette (int.) | Yannick Noah           | 6-2, 6-3, 6-7, 4-6, 7-5 |  |
| 3  | 02-11-1987 | Stockholm Open, Stockholm              | Championship Series | 425 000 $ | Dur (int.)      | Stefan Edberg          | 7-5, 6-2, 4-6, 6-4      |  |
| 4  | 02-05-1988 | BMW Open, Munich                       |                     | 165 000 $ | Terre (ext.)    | Guillermo Pérez Roldán | 7-5, 6-3                |  |
| 5  | 07-11-1988 | Benson & Hedges Tournament, Wembley    | Grand Prix          | 335 000 $ | Moquette (int.) | Jakob Hlasek           | 6-7, 3-6, 6-4, 6-0, 7-5 |  |
| 6  | 26-02-1990 | ABN World Tennis Tournament, Rotterdam | World Series        | 450 000 $ | Moquette (int.) | Brad Gilbert           | 6-1, 6-3                |  |
| 7  | 18-02-1991 | Stuttgart Indoor, Stuttgart            | Championship Series | 825 000 $ | Moquette (int.) | Stefan Edberg          | 6-2, 3-6, 7-5, 6-2      |  |
| 8  | 08-03-1993 | Zaragoza Open, Saragosse               | World Series        | 175 000 $ | Moquette (int.) | Karel Nováček          | 3-6, 6-2, 6-1           |  |
| 9  | 27-09-1993 | Open de Malaisie, Kuala Lumpur         | World Series        | 275 000 $ | Dur (int.)      | Michael Chang          | 6-0, 6-4                |  |

### Titre en double messieurs
| No | Date       | Nom et lieu du tournoi                          | Catégorie | Dotation  | Surface    | Partenaire    | Finalistes                  | Score    |  |
| -- | ---------- | ----------------------------------------------- | --------- | --------- | ---------- | ------------- | --------------------------- | -------- |  |
| 1  | 09-02-1987 | US National Indoor Tennis Championships Memphis |           | 250 000 $ | Dur (int.) | Anders Järryd | Sergio Casal Emilio Sánchez | 6-4, 6-2 |  |

### Finale en double messieurs
| No | Date       | Nom et lieu du tournoi | Catégorie | Dotation | Surface    | Vainqueurs                   | Partenaire        | Score    |  |
| -- | ---------- | ---------------------- | --------- | -------- | ---------- | ---------------------------- | ----------------- | -------- |  |
| 1  | 18-03-1985 | Open de Lorraine Nancy |           | 80 000 $ | Dur (int.) | Marcel Freeman Rodney Harmon | Jaroslav Navrátil | 6-4, 7-6 |  |

## Parcours dans les tournois duGrand Chelem

### En simple
| Année | Open d'Australie | Open d'Australie | Internationaux de France | Internationaux de France | Wimbledon       | Wimbledon       | US Open         | US Open      | Open d'Australie | Open d'Australie |
| ----- | ---------------- | ---------------- | ------------------------ | ------------------------ | --------------- | --------------- | --------------- | ------------ | ---------------- | ---------------- |
| 1985  | n.o.             | n.o.             | —                        | —                        | —               | —               | —               | —            | 1er tour (1/64)  | F. González      |
| 1986  | n.o.             | n.o.             | 1er tour (1/64)          | A. Chesnokov             | 2e tour (1/32)  | S. Giammalva Jr | 3e tour (1/16)  | I. Lendl     | n.o.             | n.o.             |
| 1987  | —                | —                | 2e tour (1/32)           | J. Arias                 | 3e tour (1/16)  | M. Wilander     | 1/8 de finale   | S. Edberg    | n.o.             | n.o.             |
| 1988  | 1/8 de finale    | P. Cash          | 1/2 finale               | H. Leconte               | 3e tour (1/16)  | P. Annacone     | 2e tour (1/32)  | M. Chang     | n.o.             | n.o.             |
| 1989  | 1/4 de finale    | J. Gunnarsson    | 2e tour (1/32)           | A. Chesnokov             | 3e tour (1/16)  | J. Fitzgerald   | 1er tour (1/64) | J. Courier   | n.o.             | n.o.             |
| 1990  | 1/8 de finale    | S. Edberg        | 1/2 finale               | A. Agassi                | 3e tour (1/16)  | D. Wheaton      | 2e tour (1/32)  | D. Wheaton   | n.o.             | n.o.             |
| 1991  | 3e tour (1/16)   | T. Woodbridge    | —                        | —                        | —               | —               | 2e tour (1/32)  | J. Hlasek    | n.o.             | n.o.             |
| 1992  | 2e tour (1/32)   | M. Stich         | 1er tour (1/64)          | D. Prinosil              | —               | —               | 3e tour (1/16)  | S. Edberg    | n.o.             | n.o.             |
| 1993  | 2e tour (1/32)   | A. Boetsch       | 3e tour (1/16)           | P. Sampras               | 1er tour (1/64) | S. Lareau       | 2e tour (1/32)  | C. Adams     | n.o.             | n.o.             |
| 1994  | 3e tour (1/16)   | T. Martin        | —                        | —                        | —               | —               | 1er tour (1/64) | H. Dreekmann | n.o.             | n.o.             |

N.B. : à droite du résultat se trouve le nom de l'ultime adversaire.

### En double
| Année | Open d'Australie                                                                    | Open d'Australie                                                                       | Internationaux de France                                                              | Internationaux de France                                                                 | Wimbledon                                                                          | Wimbledon | US Open                                                                        | US Open | Open d'Australie                                                              | Open d'Australie |
| ----- | ----------------------------------------------------------------------------------- | -------------------------------------------------------------------------------------- | ------------------------------------------------------------------------------------- | ---------------------------------------------------------------------------------------- | ---------------------------------------------------------------------------------- | --------- | ------------------------------------------------------------------------------ | ------- | ----------------------------------------------------------------------------- | ---------------- |
| 1985  | n.o.                                                                                | n.o.                                                                                   | —                                                                                     | —                                                                                        | —                                                                                  | —         | —                                                                              | —       | 1er tour (1/32) P. Carlsson \|\| style="text-align:left;" \| S. Shaw C. Steyn |                  |
| 1986  | n.o.                                                                                | n.o.                                                                                   | 1er tour (1/32) S. Eriksson \|\| style="text-align:left;" \| M. De Palmer G. Donnelly | 1er tour (1/32) P. Carlsson \|\| style="text-align:left;" \| P. Annacone C. van Rensburg | 1er tour (1/32) P. Lundgren \|\| style="text-align:left;" \| C. Hooper M. Leach    | n.o.      | n.o.                                                                           |         |                                                                               |                  |
| 1987  | —                                                                                   | —                                                                                      | 2e tour (1/16) J. Gunnarsson \|\| style="text-align:left;" \| M. Bahrami D. Pérez     | 1er tour (1/32) H. Pfister \|\| style="text-align:left;" \| J. Gunnarsson M. Mortensen   | 1er tour (1/32) H. Pfister \|\| style="text-align:left;" \| J. Nyström M. Wilander | n.o.      | n.o.                                                                           |         |                                                                               |                  |
| 1988  | 1/4 de finale M. Tideman \|\| style="text-align:left;" \| M. Davis B. Drewett       | 1er tour (1/32) M. Gustafsson \|\| style="text-align:left;" \| P. Korda C. Suk         | 1er tour (1/32) M. Tideman \|\| style="text-align:left;" \| D. Felgate N. Fulwood     | 1er tour (1/32) N. Kroon \|\| style="text-align:left;" \| O. Camporese D. Nargiso        | n.o.                                                                               | n.o.      |                                                                                |         |                                                                               |                  |
| 1989  | 2e tour (1/16) T. Meinecke \|\| style="text-align:left;" \| J. McEnroe M. Woodforde | 1er tour (1/32) L.-A. Wahlgren \|\| style="text-align:left;" \| R. Båthman C. Di Laura | —                                                                                     | —                                                                                        | —                                                                                  | —         | n.o.                                                                           | n.o.    |                                                                               |                  |
| 1990  | 1er tour (1/32) R. Båthman \|\| style="text-align:left;" \| N. Broad G. Muller      | —                                                                                      | —                                                                                     | —                                                                                        | —                                                                                  | —         | —                                                                              | n.o.    | n.o.                                                                          |                  |
| 1991  | —                                                                                   | —                                                                                      | —                                                                                     | —                                                                                        | —                                                                                  | —         | 2e tour (1/16) M. Schapers \|\| style="text-align:left;" \| J. Palmer J. Stark | n.o.    | n.o.                                                                          |                  |

N.B. : le nom du ou de la partenaire se trouve sous le résultat ; le nom des ultimes adversaires se trouve à droite.